# 岡山県道82号鏡野久世線
岡山県道82号鏡野久世線（おかやまけんどう82ごう かがみのくせせん）は、岡山県苫田郡鏡野町と真庭市を結ぶ県道（主要地方道）である。

## 概要

### 路線データ
- 起点：岡山県苫田郡鏡野町土居（国道179号交点）
- 終点：岡山県真庭市樫西（岡山県道65号久世中和線交点）

## 歴史
- 1993年（平成5年）5月11日 - 建設省から、県道余野上鏡野線・県道富東谷久世線の一部・県道行当定池線が鏡野久世線として主要地方道に指定される[1]。

## 路線状況

### 重複区間
- 岡山県道327号富東谷久世線（真庭市余野上 - 真庭市樫西）

## 地理

### 通過する自治体
- 苫田郡鏡野町
- 真庭市

### 交差する道路
| 交差する道路                           | 市町村名 | 市町村名 | 交差する場所 | 交差する場所 |
| -------------------------------------- | -------- | -------- | ------------ | ------------ |
| 国道179号                              | 苫田郡   | 鏡野町   | 土居         | 起点         |
| 岡山県道337号山城宮尾線                | 苫田郡   | 鏡野町   | 山城         |              |
| 岡山県道327号富東谷久世線 重複区間起点 | 真庭市   | 真庭市   | 余野上       |              |
| 岡山県道335号余野上久米線              | 真庭市   | 真庭市   | 余野上       |              |
| 岡山県道327号富東谷久世線 重複区間終点 | 真庭市   | 真庭市   | 樫西         |              |
| 岡山県道65号久世中和線                 | 真庭市   | 真庭市   | 樫西         | 終点         |